# Antiguanische Fußballnationalmannschaft der Frauen
Die antiguanische Frauenfußballnationalmannschaft ist eine Auswahlmannschaft der Antigua and Barbuda Football Association, die das Land Antigua und Barbuda auf internationaler Ebene bei Frauen-Länderspielen vertritt. Die Mannschaft nahm bislang nur an der Karibikmeisterschaft und an der Qualifikation zum CONCACAF W Championship teil, jedoch nicht am CONCACAF W Championship selbst oder an Weltmeisterschaften. Derzeitiger Trainer ist Prince Borde.

## Geschichte
Ihr erstes Spiel absolvierte die Mannschaft am 28. August 2004. Das Freundschaftsspiel gegen Anguilla wurde mit 1:0 gewonnen. Bei der Qualifikation für den CONCACAF Women’s Gold Cup 2006 erzielte das Team in der Vorrunde einen Sieg und ein Unentschieden gegen Barbados, womit der Einzug in die erste Qualifikationsrunde gelang. Dort belegte die Mannschaft nach Niederlagen gegen St. Kitts und Nevis, Jamaika und St. Lucia allerdings den letzten Platz. Bei der Qualifikation für das Fußballturnier der Olympischen Spiele 2008 schied das Team nach einem Sieg gegen Dominica und Niederlagen gegen Jamaika und die Bermudas bereits in der Vorrunde aus. In der ersten Runde der Qualifikation zum CONCACAF Women’s Gold Cup 2010 belegte die Mannschaft nach einem Sieg gegen die Amerikanischen Jungferninseln und einer Niederlage gegen St. Lucia den zweiten Tabellenplatz. Da Antigua und Barbuda und die Dominikanische Republik punkt- und torgleich die Rangliste der besten Gruppenzweiten anführten, wurde per Los entschieden, wer die zweite Qualifikationsrunde erreicht. Letztlich gelang Antigua und Barbuda das Erreichen der 2. Runde, in der jedoch alle Spiele gegen Haiti, Puerto Rico und Kuba verloren wurden. Bei der Karibikmeisterschaft 2014, die als Qualifikation zum CONCACAF Women’s Gold Cup 2014 fungierte, konnte die Mannschaft in der ersten Runde alle Gruppenspiele gegen die Amerikanischen Jungferninseln, Aruba und St. Vincent und die Grenadinen gewinnen. In der zweiten Runde wurden hingegen die Spiele gegen Martinique, Trinidad und Tobago und St. Kitts und Nevis allesamt verloren.
Im Rahmen der Qualifikation für das Fußballturnier der Olympischen Spiele 2016 hätte Antigua und Barbuda gegen Trinidad und Tobago, St. Lucia und die Cayman Islands spielen sollen. Die Teilnahme wurde allerdings zuvor zurückgezogen. Die Karibikmeisterschaft 2018 fungierte wieder als Qualifikation zum CONCACAF Women’s Gold Cup 2018. Wie bei der vorherigen Auflage konnte Antigua und Barbuda in der ersten Runde alle Spiele gegen St. Vincent und die Grenadinen, Curaçao und St. Lucia gewinnen. Ebenso wurden in der zweiten Runde erneut alle Spiele gegen Jamaika, Kuba, Trinidad und Tobago und die Bermudas verloren. Bei der Qualifikation zum Fußballturnier der Olympischen Spiele 2020 gewann das Team in der Vorrunde gegen Aruba und verlor gegen Trinidad und Tobago, die Dominikanische Republik und St. Kitts und Nevis. Auch bei der Qualifikation zum CONCACAF W Championship 2022 war das Land nicht erfolgreich; hier wurde ein Sieg gegen Anguilla erzielt und die Spiele gegen Puerto Rico, Mexiko und Suriname wurden verloren. Bei der Qualifikation zum CONCACAF W Gold Cup 2024 gewann die Mannschaft in Liga B1 einmal gegen Guyana und erzielte ein Unentschieden gegen Dominica. Jeweils ein Spiel gegen die beiden genannten Mannschaften und beide Spiele gegen Suriname wurden verloren. Damit belegte die Mannschaft in der Tabelle den dritten Platz.

## Turniere

### Weltmeisterschaft
- 1991 bis 2023 – nicht teilgenommen

### CONCACAF W Championship / Gold Cup
- 1991 bis 2006 – nicht teilgenommen
- 2010 – nicht qualifiziert
- 2014 – nicht qualifiziert
- 2018 – nicht qualifiziert
- 2022 – nicht qualifiziert
- 2024 – nicht qualifiziert

### Karibikmeisterschaft
- 2000 – nicht teilgenommen
- 2014 – Hauptrunde
- 2018 – Hauptrunde